# Matthias Pier
Matthias Pier (22 juillet 1882 à Nackenheim, Grand-duché de Hesse - 12 septembre 1965 à Heidelberg, Allemagne) est un chimiste allemand. Au XXIe siècle, il est surtout connu pour son travail à la mise au point d'un procédé industriel de synthèse du méthanol.

## Biographie
Pier étudie la chimie à l'Université Humboldt de Berlin et obtient son doctorat en chimie physique sous la supervision de Walther Nernst. 
À l'emploi de BASF, il développe dans les années 1920, en collaboration avec Alwin Mittasch et Karl Winkler, un procédé industriel de synthèse du méthanol,,.
Il a également travaillé sur la liquéfaction du charbon.